# Бертіль Нордаль
Бертіль Нордаль (швед. Bertil Nordahl, нар. 26 лютого 1917, Гернефорс, Умео — пом. 1 грудня 1998) — шведський футболіст, що грав на позиції захисника за «Дегерфорс», «Аталанту» та національну збірну Швеції. По завершенні ігрової кар'єри — футбольний тренер.
Найкращий шведський футболіст 1948 року, рідний брат Гуннара та Кнута Нордалів, футболістів, які отримували аналогічний титул у 1947 та 1949 роках відповідно.
У складі збірної — олімпійський чемпіон.

## Клубна кар'єра
У дорослому футболі дебютував 1936 року виступами за команду «Гернефорс» з рідного містечка. 1942 року став гравцем клубу «Дегерфорс», в якому провів наступні сім сезонів.
Привернув увагу представників тренерського штабу італійської «Аталанти», до складу якої приєднався 1948 року. Відіграв за бергамський клуб наступні три сезони своєї ігрової кар'єри. Більшість часу, проведеного у складі «Аталанти», був основним гравцем команди.
Завершив професійну ігрову кар'єру у «Дегерфорсі», у складі якого вже виступав раніше. Прийшов до команди 1951 року, захищав її кольори до припинення виступів на професійному рівні у 1952.

## Виступи за збірну
1945 року дебютував в офіційних матчах у складі національної збірної Швеції. Протягом кар'єри у національній команді, яка тривала 4 роки, провів у формі головної команди країни 15 матчів.
У складі збірної був учасником футбольного турніру на Олімпійських іграх 1948 року у Лондоні, здобувши того року титул олімпійського чемпіона.

## Кар'єра тренера
Розпочав тренерську кар'єру відразу ж по завершенні кар'єри гравця, 1952 року, очоливши тренерський штаб клубу «Еребру».
Останнім місцем тренерської роботи був клуб «Браге», команду якого Бертіль Нордаль очолював як головний тренер до 1955 року.
Помер 1 грудня 1998 року на 82-му році життя.

## Статистика виступів

### Статистика виступів в Італії
| Сезон                | Команда              | Чемпіонат            | Чемпіонат | Чемпіонат | Національний кубок | Національний кубок | Національний кубок | Континентальні кубки | Континентальні кубки | Континентальні кубки | Інші змагання | Інші змагання | Інші змагання | Усього | Усього |
| Сезон                | Команда              | Ліга                 | Ігор      | Голів     | Ліга               | Ігор               | Голів              | Ліга                 | Ігор                 | Голів                | Ліга          | Ігор          | Голів         | Ігор   | Голів  |
| -------------------- | -------------------- | -------------------- | --------- | --------- | ------------------ | ------------------ | ------------------ | -------------------- | -------------------- | -------------------- | ------------- | ------------- | ------------- | ------ | ------ |
| 1948–49              | «Аталанта»           | A                    | 10        | 0         | -                  | -                  | -                  | -                    | -                    | -                    | -             | -             | -             | 10     | 0      |
| 1949–50              | «Аталанта»           | A                    | 31        | 0         | -                  | -                  | -                  | -                    | -                    | -                    | -             | -             | -             | 31     | 0      |
| 1950–51              | «Аталанта»           | A                    | 35        | 0         | -                  | -                  | -                  | -                    | -                    | -                    | -             | -             | -             | 35     | 0      |
| Усього за «Аталанту» | Усього за «Аталанту» | Усього за «Аталанту» | 76        | 0         |                    | -                  | -                  |                      | -                    | -                    |               | -             | -             | 76     | 0      |

## Титули і досягнення

### Командні
- Олімпійський чемпіон: 1948

### Особисті
- Найкращий шведський футболіст року (1):

1948